# Isidore De Rudder
Isidore De Rudder, född 3 februari 1855 i Bryssel, död 3 maj 1943 i Uccle, var en belgisk konstnär.
De Rudder var målare, kopparstickare, ciselör, keramiker och skulptör. Bland hans plastiska verk med genreartade ämnen märks Boet (Antwerpens museum). Han utförde dekorativa skulpturverk, reliefer i porslin med mera. 